# Polygalacturonase
Polygalacturonasen (auch bekannt als Pektin-Depolymerasen, PG, Pektolasen, Pektinhydrolasen und Poly-alpha-1,4-Galacturonid-Glycanohydrolase) sind eine Gruppe pflanzlicher Enzyme, die Pektin spalten.

## Eigenschaften
Ihre Hauptfunktion ist die Hydrolyse (Spaltung unter Verwendung von Wasser) von alpha-1,4-glycosidischen Bindungen zwischen den Galacturonsäureeinheiten von Polygalacturonan, einem Bestandteil des Pektinnetzwerks von Pflanzenzellwänden. Durch diese Auflockerung der Zellwand trägt die Aktivität endogener Pflanzen-Polygalacturonasen dazu bei, dass Früchte während des Reifungsprozesses weicher und süßer werden. Auf ähnlicher Weise verwenden Phytopathogene Polygalacturonasen als Mittel zur Schwächung des Pektinnetzwerks von Pflanzen, so dass Verdauungsenzyme in den Pflanzenwirt ausgeschieden werden können, um Nährstoffe aufzunehmen.